# Сокчхо
Сокчхо (на корейски: 속초시Хангъл, 束草市Ханча, Sokcho-si) е град в провинция Кануън-до, Южна Корея. Намира се в североизточната част на страната, на брега на Японско море.

## История
Най-старото селище на мястото на града се отнася към бронзовия век. В древността съвременния Сокчхо принадлежи на раннокорейската държава Когурьо, а през VI век преминава под контрола на държавата Сила. След административната реформа от757 г. е образувана административната единица Инньонхьон (район Инньон). През 1221 г. (по времето на династия Корьо) земите на града влизат в състава на Янджу.
Първото споменаване на Сокчхо на карта е от 1760 г. – градът е нанесен на картата на държавата Чосон.
От 24 август 1945 г. до 8 януари 1951 г. Сокчхо е под управлението на комунистическото правителство на Северна Корея, след което е отвоюван от южнокорейските войски.
През 1963 г. на Сокчхо е даден статут на град.

## География
Сокчхо е разположен на брега на Японско море, на 62 километра южно от демилитаризираната зона и е своеобразна врата към националния парк Сораксан. Съществува фериботна линия, свързваща Сокчхо с Приморския край на Русия.
Климатът на града се отличава в малка степен от климата на останалата континентална част на Корея. От запад градът е заобиколен от планини, а на изток е морския бряг, затова климатът основно е под влияние на океана. Средната годишна температура е 11,8 °С, средната годишна сума на валежите – 1300 mm. Средната скорост на вятъра е 3,1 м/с.

## Население
Динамика на населението по години:
| 1970   | 1975   | 1980   | 1985   | 1990   | 1995   | 2000   | 2005   | 2010   |
| ------ | ------ | ------ | ------ | ------ | ------ | ------ | ------ | ------ |
| 73 024 | 71 351 | 65 759 | 69 430 | 73 758 | 81 979 | 87 880 | 84 706 | 80 505 |

## Административно деление
Сокчхо административн е разделен на 8 тона:
| Заглавие  | Хангъл | Площ, km2 | Население |
| --------- | ------ | --------- | --------- |
| Йоннандон | 영랑동 | 7,60      | 6217      |
| Кьодон    | 교동   | 0,75      | 13 066    |
| Кимходон  | 금호동 | 1,43      | 7976      |
| Нохактон  | 노학동 | 22,29     | 23 412    |
| Тонмендон | 동명동 | 0,78      | 4360      |
| Тепходон  | 대포동 | 65,89     | 3933      |
| Чояндон   | 조양동 | 5,62      | 20 915    |
| Чхонходон | 청호동 | 0,94      | 4720      |

## Икономика
Основен отрасъл на икономиката е туризмът. Ивицата от плажове и близостта на известните планини Сораксан привлича в града много туристи, както от Южна Корея, така и от чужбина.
Бюджетът на града през 2003 г. възлиза на 160,7 милиарда вона (около 150 милиона щатски долара).

## Туризъм и забележителности
Исторически
- Будистки манастир Синхинса, построен през 1750 година. Един от най-големите будистки храмове в страната.
- Триетажна пагода Хянсонсаджи (VIII век), от времето на държавата Сила.

Природни
- Национален парк Сораксан. Освен национален парк в планината Сораксан има много туристически маршрути и паметници.
- Водопади Бирен и Товансон.
- Горещи извори Чхоксан. На мястото на тези източници е разположен голям спа курорт.
- Езерото Йонгаранхо с размер от 1140 км2. На бреговете на езерото има много хотели и ресторанти.[5]

Фестивали
- Фестивал на народното изкуство на Корея. Провежда се ежегодно в продължение на 3 дни в края на септември – началото на октомври.
- Фестивал на снежинките в планината Сораксан.
- Новогодишен празник на посрещане на зората (в Сокчхо, поради географското му положение, слънцето изгрява по-рано, отколкото в повечето други региони на Корея).[6]

## Символи
Както и всички останали градове и окръзи в страната, Сокчхо има редица символи:
- Цвете: хризантема – символизира богатството и благосъстоянието на гражданите.
- Дърво: гинко билоба – символизира непрекъснатия прогрес.
- Птици: гълъб – символ на дружелюбието на жителите на града и мирният им нрав.

## Побратимени градове
Сокчхо има няколко побратимени града:
- Грешам (щат Орегон), САЩ – от 1985 г.
- Тайдун (провинция Тайван), Тайван – от 1992 г.
- Енаго (префектура Тотори), Япония – от 1995 г.
- Нюдзен (префектура Тояма), Япония – от 1996 г.
- Сакаиминато (префектура Тотори), Япония – от 2000 г.

## Галерия
- Планината Сораксан
- Мост над езерото Чхончхохо
- Кулата Експо